# Porcellio laevissimus
Porcellio laevissimus is een pissebed uit de familie Porcellionidae. De wetenschappelijke naam van de soort is voor het eerst geldig gepubliceerd in 1898 door Adrien Dollfus.